# تريمورتي
تريمورتي (كلمة سنسكريتية تعني الأشكال الثلاثة) هي عقيدة هندوسية تقول «إن الوظائف الكونية الثلاث من خلق وحفظ وتدمير مجسدة في براهما وفيشنو وشيفا على الترتيب.»
وتدعى هذه الآلهة الثلاثة «الثالوث الهندوسي» أو «الثالوث الأعظم».
لكن غافين فلود يعتبر العبارات غير دقيقة ويقول إن براهما وفيشنو وشيفا "يشار لها أحيانا بشكل خاطئ كثالوث هندوسي.
ويصف فريدا ماتشت عقيدة تريمورتي بأنها إحدى الأطر التي يمكن وضع شخصيات مؤلهة فيها بطرق مختلفة.
وتظهر إحدى أنواع الرسوم التمثيلية لتريمورتي ثلاثة رؤوس على رقبة واحدة، وغالبا ما تشاهد ثلاثة أوجه لرأس واحد ينظر كل منها باتجاه مختلف.

## تطور الفكرة
شهد العصر البوراني (300-1200 م تقريبا) انتشار الدين البراهمي وتطور «الهندوسية المتحدة» كما سماها ماجومدار 
لم يكن ذلك العصر خاليا من الاختلافات والتنوعات الدينية وقد شهد براهمانية على شكل طوائف فيدية قديمة إلى جانب طوائف أخرى متعددة منها الشيفية والفاشنافية والشاكتية والتي كانت في الإطار الديني المقبول رغم كونها معتقدات مستقلة.
وأحد الميزات الهامة لذلك العصر هو روح الانسجام بين الدين المقبول وبين الطوائف. وحول روح التصالح هذه يقول ماجومدار:
يلاحظ موريس وينترنيتز أن قلة من الكتابات الهندية تشير إلى تريمورتي.
وتعريف فيشنو وشيفا وبراهما ككائن واحد مؤكد بشدة في «بورانا كورما» ففي 1.6 يعبد براهمان على أنه تريمورتي وفي 1.9 يدعم اتحاد الآلهة الثلاث وفي 1.26 تكرر الفكرة.
ويشرح المؤرخ باشام خلفية الثالوث تريمورتي كما يلي ملاحظا اهتمام الغرب بفكرة الثالوث:
ولكن الرأي القائل (المسيحية اقتبست هذا الثالوث من الهندوسية القديمة) رأى غير صحيح للأسباب الآتية
- أولا وجود أحد أفراد الثالوث الهندوسي يلغى وجود الاثنين الآخرين

فمثلا وجود الفشنو إله الخير يلغى وجود الشيفا إله الشر والعكس
لكن وجود الأقانيم الثلاثة الإلهية المسيحية ثابت معًا في كل مكان وفي كل زمان ولذلك يقول السيد المسيح أنا في الآب والآب في
ـ من رآني فقد رأى الآب (يو 14: 9)
ـ ليس أحد صعد إلى السماء إلا الذي نزل من السماء ابن الإنسان الذي هو في السماء (يو 3: 13)
ـ الله لم يره أحد قط الابن الذي هو في حضن الآب هو خبر (يو 1: 18)
ـ حيثما اجتمع اثنان أو ثلاثة بأسمى فهناك أكون في وسطهم (مت 18: 20)
ـ ها أنا معكم كل الأيام وإلى انقضاء الدهر (مت 28: 20)
- ثانيا الثالوث الهندوسي ثلاثة آلهة مختلفة الطبيعة لكل إله عمل يختص به ولا يقوم أو يشترك فيه الاثنين الآخرين

الخلق يقوم به برهما ولا يقوم به الاثنين الآخرين الخير يقوم به فيشنو ولا يقوم به الاثنين الآخرين الشر يقوم به شيفا ولا يقوم به الاثنين الآخرين
ولكن الأقانيم الثلاثة الإلهية المسيحية تشترك في القيام بأي عمل
فمثلا الخلق
إياك فلتعبد خليقتك بأسرها لأنك أنت قلت (الآب) فكانوا أرسلت روحك (الروح القدس) فخلقوا وليس من يقاوم كلمتك (الابن) (يهوديت 16: 17)
ترسل روحك (الروح القدس) فتخلق وتجدد وجه الأرض (مز 104: 30)
أليس أب (الآب) واحد لكلنا أليس إله واحد خلقنا (ملا 2: 10)
الذي هو صورة الله (الابن) غير المنظور بكر كل خليقة فانه فيه (الابن) خلق الكل ما في السماوات وما على الأرض ما يرى وما لا يرى سواء كان عروشا أم سيادات أم رياسات أم سلاطين الكل به وله (للابن) قد خلق (كو 1: 15 , 16)
كل شيء به (الابن) كان وبغيره لم يكن شيء مما كان (يو1:3)
- ثالثا الثالوث الهندوسي منقسم على ذاته فما يقوم الشيفا ينقض ما يقوم به الفشنو

أما الأقانيم الثلاثة الإلهية المسيحية فهي الوحدة ذاتها لذلك يقول السيد المسيح
ـ أنا والآب واحد (يو 10: 30)
ـ كل ما للآب فهو لي (يو 16: 15)
ـ فأجاب يسوع وقال لهم الحق الحق أقول لكم لا يقدر الابن أن يعمل من نفسه شيئا إلا ما ينظر الأب يعمل لان مهما عمل ذاك فهذا يعمله الابن كذلك (يو 5: 19)
ـ ينبغي أن أعمل أعمال الذي أرسلني ما دام نهار يأتي ليل حين لا يستطيع أحد أن يعمل (يو 9: 4)
ـ الكلام الذي أكلمكم به لست أتكلم به من نفسي لكن الأب الحال في هو يعمل الأعمال (يو 14: 10)
ـ لاني أعلمتكم بكل ما سمعته من أبي (يو 15: 15)
- رابعا الثالوث الهندوسي في داخله الشر (الشيفا)

أما الأقانيم الإلهية الثلاثة المسيحية فهي القداسة ذاتها
وُصف الله بالقدوس «أني أنا الرب إلهكم فتتقدسون وتكونون قديسين لأني أنا قدوس» (لا44:11)
«فتكونون قديسين لأني أنا قدوس» (لا45:11) «ليس قدوس مثل الرب» (1صم2:2)
ويسبحه السرافيم قائلين «قدوس قدوس قدوس رب الجنود مجده ملء كل الأرض» (أش 3:6)
وُصف المسيح أيضا بالقدوس
قال الملاك للعذراء "القدوس المولود منك يدعى ابن الله (لو35:1)
، وُصفه الكتاب بأنه «قدوس بلا شر ولا دنس قد انفصل عن الخطاة وصار أعلى من السموات» (عب26:7)
و «القدوس البار» (أع14:3)
و «فتاك القدوس» (أع27:4)
«فتاك القدوس يسوع»(اع30:4)
و«القدوس الذي دعاكم» (1بط15:1)
ووصف هو نفسه بـ «القدوس الحق الذي له مفتاح داود الذي يفتح ولا أحد يغلق ويغلق ولا أحد يفتح» (رؤ7:3)
أما روح الله فيدعى الروح القدس وهو القدوس.
- خامسا الثالوث الهندوسي يعبر عنه بالأصنام

أما الأقانيم الإلهية الثلاثة المسيحية فتنهى عن عبادة الأصنام
أنا الرب إلهك الذي أخرجك من أرض مصر من بيت العبودية.
لا يكن لك آلهة أخرى أمامي.
لا تصنع لك تمثالا منحوتا ولا صورة ما مما في السماء من فوق وما في الأرض من تحت وما في الماء من تحت الأرض. لا تسجد لهن ولا تعبدهن لاني أنا الرب إلهك إله غيور افتقد ذنوب الآباء في الأبناء في الجيل الثالث والرابع من مبغضي.(خر 20:2 - 5)

## نظرات عن تريمورتي في الهندوسية

### فايشنافية

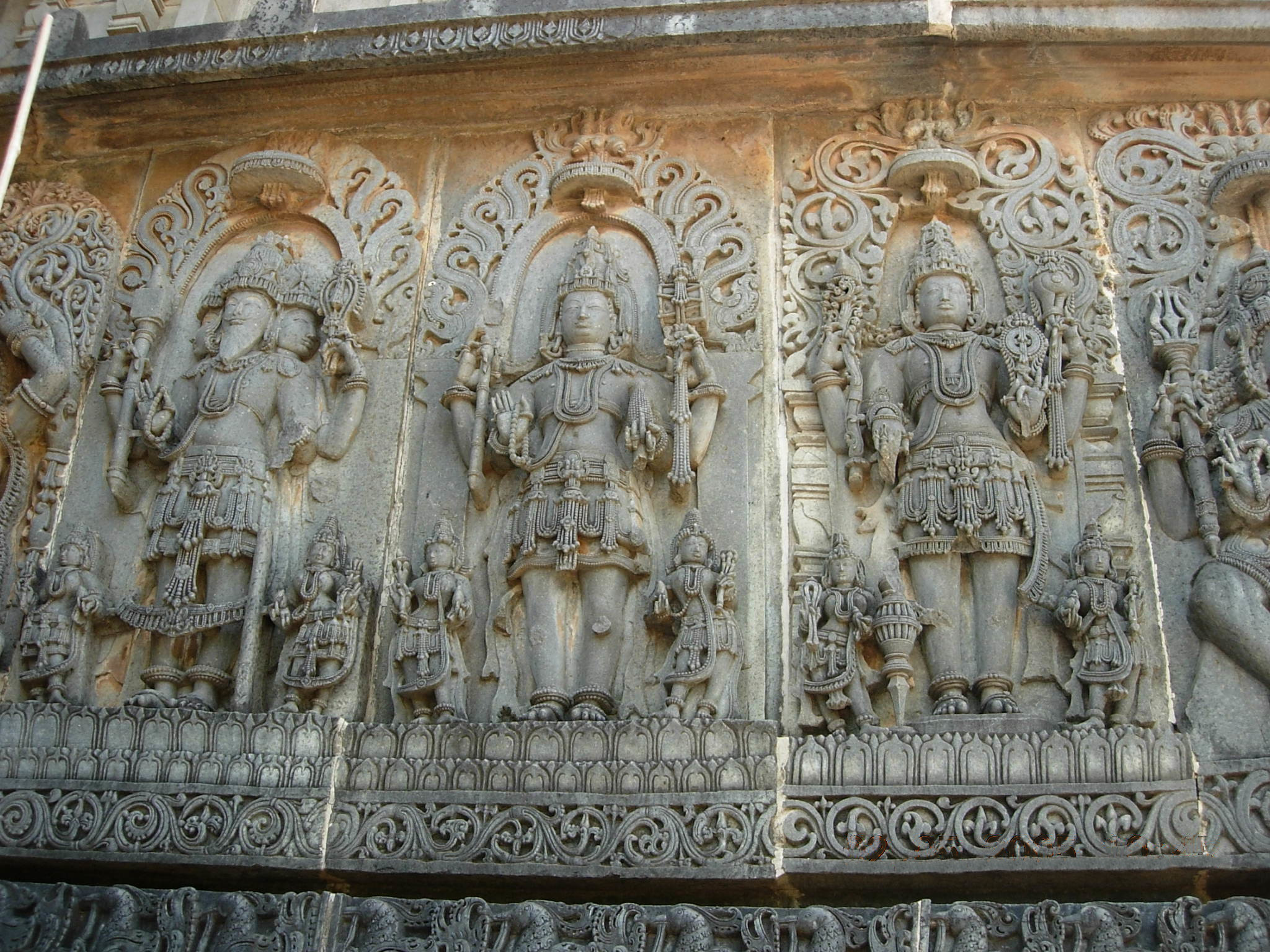
تماثيل فنية لثالوث تريمورتي في معبد هويسالسوارا

لاتقبل الفايشنافية عادة عقيدة تريمورتي التثليثية.
لكن بعض الفايشنافيين مثل سوامينارايان مؤسس طوائف سوارمينارايان الهندوسية تؤمن أن فيشنو وشيفا هما جانبان مختلفان للإله نفسه. لكن هذا الرأي رأي أقلية من الفايشنافيين.

### الشيفية
عند الشيفييين فإن شيفا يقوم بخمسة أعمال هي الخلق والحفظ والإنقاص والتخييل والتبريك، والأعمال الثلاثة الأخيرة هي أشكال للشيفا الأعلى المدعو باراشيفا. لذا يؤمن الشيفيون أن شيفا هو الرب الأعلى وأنه يقوم بأدوار هامة مختلفة ويتخذ أسماء وأشكالا مناسبة وأنه يفوقها كلها.

## السمارتية
السمارتية طائفة هندوسية تشدد على الإيمان بخمسة آلهة عوضا عن إله واحد.
ففي عقيدة «عبادة الأشكال الخمسة» في إيمان «بانكاياتانا بوجا» والذي انتشر بفضل فيلسوف القرن التاسع الميلادي أدي شانكارا ضمن الأوساط البراهمينية الأرثوذكسية في التقليد السمارتي، في هذه العقيدة تدعى خمسة آلهة هي غانيشا وفيشنو وديفا وسوريا.
وقد أسست هذه العقيدة من سانكاراكاريا أساسا لتوحيد أهم الآلهة للطوائف الخمس وإعطائها مراتب متساوية.
وهذه العقيدة التوحيدية التي دعا إليها سانكاراكاريا سمحت باتخاذ أحد تلك الآلهة كإله رئيسي مفضل في الوقت نفسه التي تعبد فيه الآلهة الأربعة الأخرى كأشكال مختلفة للإله المنتشر كليا حسب تلك العقيدة وهو براهمان.